# U-Bahnhof Paradestraße

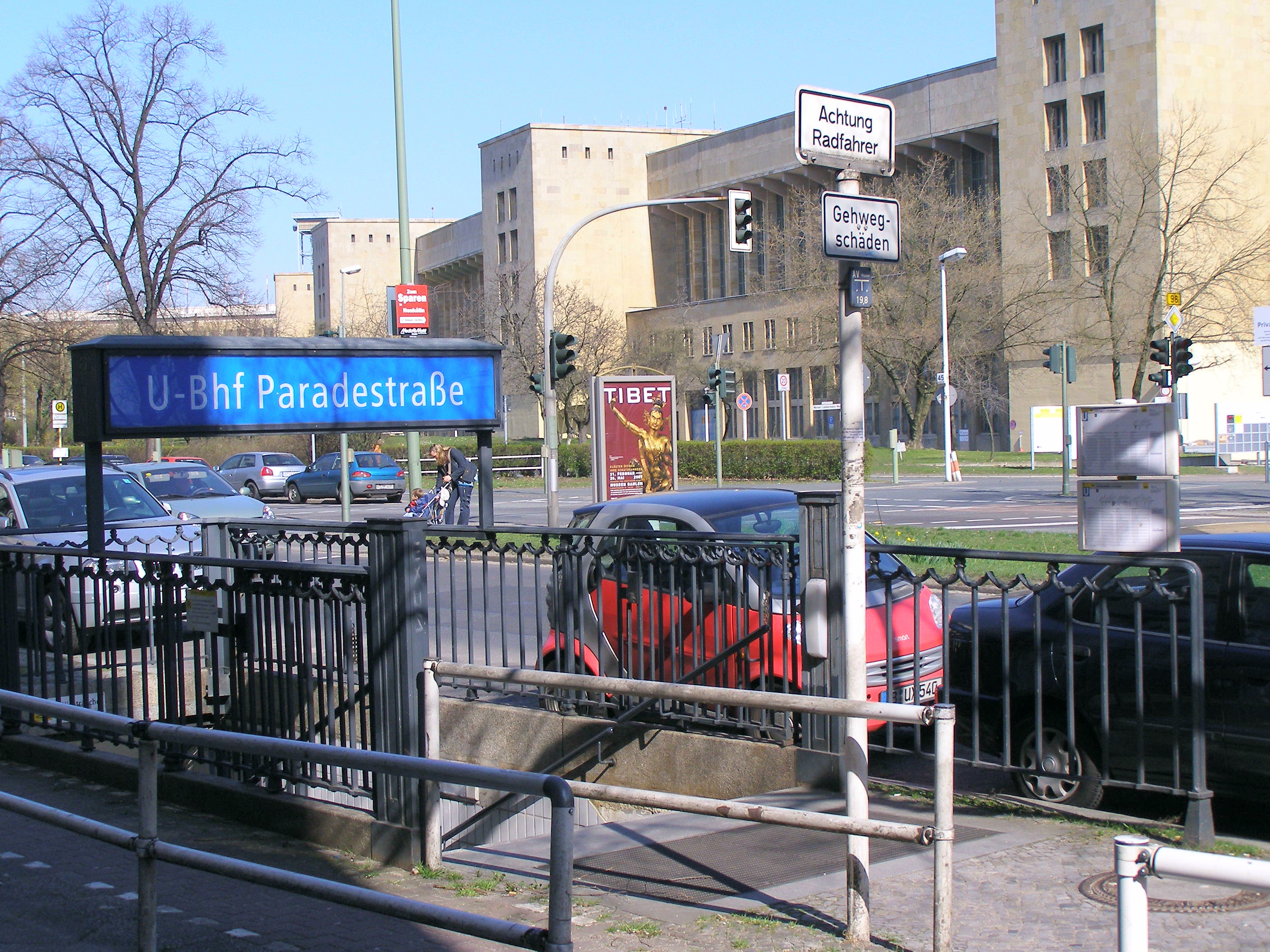
Bahnhofseingang am Tempelhofer Damm (im Hintergrund Gebäudekomplex des Flughafens Tempelhof)

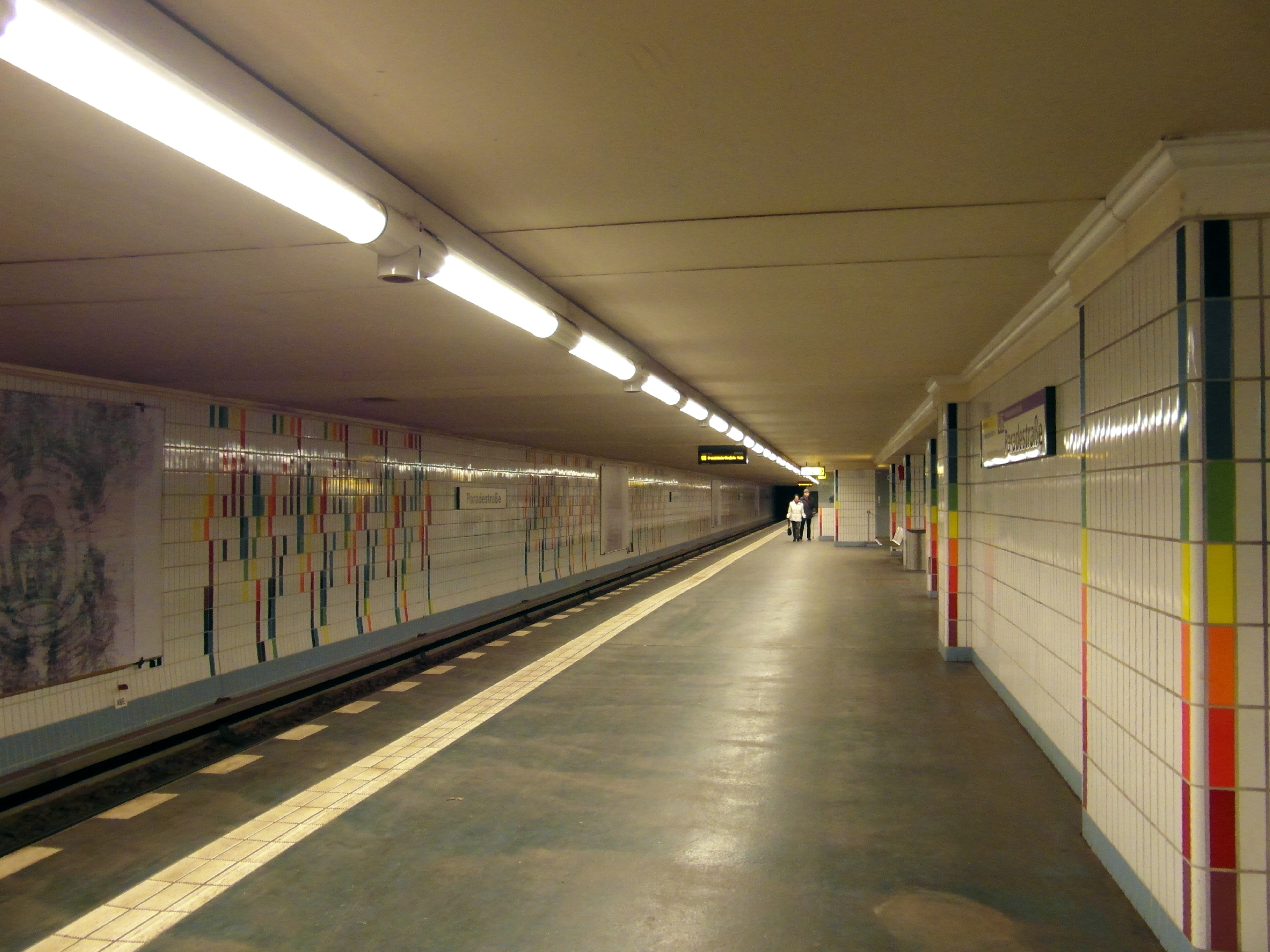
Bahnsteig

Der U-Bahnhof Paradestraße ist eine Station der Linie U6 der Berliner U-Bahn. Sie liegt im Berliner Ortsteil Tempelhof und wurde 1927 unter dem Namen Flughafen eröffnet.

## Geschichte
Der U-Bahnhof wurde am 10. September 1927 eröffnet und war bis 1929 die südliche Endstation der Linie CII (heute: U6), als die U-Bahnlinie bis zum U-Bahnhof Tempelhof verlängert wurde. Er wurde von Alfred Grenander mit einem breiten Bahnsteig und großer Vorhalle entworfen, von der Ausgänge in Richtung des Flughafens führten.
Während der 1930er Jahre wurde der schon zu kleine Flughafen umgebaut und das neue Empfangsgebäude von Ernst Sagebiel als Teil der Pläne für die Umwandlung Berlins in die „Welthauptstadt Germania“ errichtet. Im Januar 1937 wurde der U-Bahnhof nach dem ehemaligen Paradeplatz der Berliner Garnison auf dem benachbarten Tempelhofer Feld in Paradestraße umbenannt. Die nördlich folgende Station Kreuzberg (heute: Platz der Luftbrücke) erhielt den Namen Flughafen. Die Ausgänge zum Flughafen des Bahnhofs Paradestraße wurden geschlossen und die Vorhalle erheblich verkleinert; der geschlossene Teil wurde später von den Berliner Verkehrsbetrieben für einen Schießstand genutzt.
Im Jahr 1946 wurde eine weitere Umbenennung in Franz-Werfel-Straße geplant und schon auf Stadtplänen gezeigt, aber nie ausgeführt.

## Bahnhof
Heute verfügt der U-Bahnhof über drei Ausgänge: zwei Treppen an der Westseite des Tempelhofer Damms an den beiden Seiten der Paradestraße werden durch einen Tunnel von der Bahnhofsvorhalle erreicht, und ein Aufzug führt vom Bahnsteig zur Ostseite des Tempelhofer Damms hinauf.
Die Station war ursprünglich sandfarbig. 1989/90 wurde sie nach einem Konzept der Künstlerin Gabriele Stirl neu gestaltet. Die Wände der Bahnsteighalle bekamen weiße Fliesen mit bunten Zusätzen und zeigen „10 Variationen eines seriellen Spektralfarbensystems“.

## Anbindung
| Linie | Verlauf |
| ----- | --- |
|       | Alt-Tegel – Borsigwerke – Holzhauser Straße – Otisstraße – Scharnweberstraße – Kurt-Schumacher-Platz – Afrikanische Straße – Rehberge – Seestraße – Leopoldplatz – Wedding – Reinickendorfer Straße – Schwartzkopffstraße – Naturkundemuseum – Oranienburger Tor – Friedrichstraße – Unter den Linden – Stadtmitte – Kochstraße – Hallesches Tor – Mehringdamm – Platz der Luftbrücke – Paradestraße – Tempelhof – Alt-Tempelhof – Kaiserin-Augusta-Straße – Ullsteinstraße – Westphalweg – Alt-Mariendorf |

Am U-Bahnhof bestehen keine Umsteigemöglichkeiten zu anderen Linien des Berliner Nahverkehrs.